# Elecciones estatales de Coahuila de 2020
Las elecciones estatales de Coahuila de 2020 se llevaron a cabo el 18 de octubre de 2020 y en ellas se renovaron los 25 escaños del Congreso del Estado de Coahuila, de los cuales 16 serán electos por el principio de mayoría relativa y 9 por representación proporcional para integrar la LXII Legislatura. Estos comicios estaban planeados inicialmente para el 7 de junio de 2020, pero fueron aplazados debido a la pandemia de COVID-19 que azota al país.

## Organización
Las elecciones estatales estaban planeadas inicialmente para celebrarse el 7 de junio de 2020, pero fueron aplazadas por tiempo indefinido debido a la pandemia de coronavirus que afectó a México. El 18 de junio de 2020 el Instituto Nacional Electoral planteó el 30 de agosto, el 6 de septiembre o el 20 de septiembre de 2020 como posibles fechas para celebrar los comicios. Finalmente, el 30 de julio queda definido que las elecciones se llevarán a cabo el domingo 18 de octubre de 2020.
De acuerdo al Instituto Electoral de Coahuila (IEC) el periodo de registros de candidatos ante los comités del IEC en las cabeceras distritales es del 26 de agosto al 30 de agosto, y la revisión de la documentación presentada es del 31 de agosto al 4 de septiembre. El inicio de campañas se programó para el 5 de septiembre de 2020. Por primera vez en 11 años Coahuila tendrá elecciones en el mes de octubre siendo el antecedente las  Elecciones estatales de Coahuila de 2009 en donde se renovaron 38 alcaldías. 

### Partidos políticos
En las elecciones estatales tienen derecho a participar once partidos políticos. Siete son partidos políticos con registro nacional: Partido Acción Nacional (PAN), Partido Revolucionario Institucional (PRI), Partido de la Revolución Democrática (PRD), Partido del Trabajo (PT), Partido Verde Ecologista de México (PVEM), Movimiento Ciudadano (MC) y Movimiento Regeneración Nacional (MORENA). Así como los cuatro partidos políticos estatales: Unidad Democrática de Coahuila (UDC), Partido de la Revolución Coahuilense (PRC), Partido Unidos y Partido Emiliano Zapata.

### Financiamiento público para gastos de campaña
El Concejo General del Instituto Electoral de Coahuila (IEC), dio a conocer el monto para los gastos de campaña para el proceso electoral 2019-2020, a través del acuerdo IEC/CG/089/2019 en noviembre de 2019. Este documento reparte a los partidos políticos en el estado de Coahuila prerrogativas por 121 millones de pesos  para el funcionamiento interno a lo largo del año y 39 millones de pesos adicionales para financiar sus campañas electorales.
| Partido                              | Actividades ordinarias | Gastos de campaña |
| ------------------------------------ | ---------------------- | ----------------- |
| Partido Acción Nacional              | $35 513 705.84         | $10 654 111.75    |
| Partido Revolucionario Institucional | $40 703 933.05         | $12 211 179.82    |
| Partido de la Revolución Democrática | $9 774 273.66          | $2 932 282.10     |
| Partido Verde Ecologista de México   | $00.00                 | $728 051.26       |
| Partido del Trabajo                  | $00.00                 | $728 051.26       |
| Movimiento Ciudadano                 | $00.00                 | $728 051.26       |
| Movimiento Regeneración Nacional     | $20 013 875.00         | $5 218 331.55     |
| Partido Unido                        | $2 426 837.53          | $728 051.26       |
| Partido de la Revolución Coahuilense | $2 426 837.53          | $728 051.26       |
| Partido Emiliano Zapata              | $2 426 837.53          | $728 051.26       |
| Unidad Democrática de Coahuila       | $10 675 012.91         | $3 202 503.87     |
| Total                                | $78 530 725.28         | $39 314 768.01    |

### Distritación electoral
Coahuila se divide en 16 distritos electorales para la elección de los 16 diputados por mayoría relativa, los cuales cuentan con una cabecera distrital y pueden abarcar más de un municipio.
| Distrito | Cabecera       | Municipios                                                                                | Mapa |
| -------- | -------------- | ----------------------------------------------------------------------------------------- | ---- |
| I        | Ciudad Acuña   | Jiménez, Morelos, Zaragoza                                                                |      |
| II       | Piedras Negras | Guerrero, Hidalgo, Nava                                                                   |      |
| III      | Sabinas        | Múzquiz, San Juan de Sabinas                                                              |      |
| IV       | San Pedro      | Sierra Mojada, Ocampo, Cuatro Ciénegas, San Buenaventura, Lamadrid, Sacramento, Nadadores |      |
| V        | Monclova       | Monclova (Oriente), Abasolo, Candela, Escobedo, Progreso, Juárez, Villa Unión, Allende    |      |
| VI       | Frontera       | Frontera, Monclova (Poniente), Castaños                                                   |      |
| VII      | Matamoros      | Francisco, I. Madero, Viesca, Torreón (Jimulco)                                           |      |
| VIII     | Torreón        | Torreón (Norte)                                                                           |      |
| IX       | Torreón        | Torreón (Poniente)                                                                        |      |
| X        | Torreón        | Torreón (Sur)                                                                             |      |
| XI       | Torreón        | Torreón (Oriente)                                                                         |      |
| XII      | Ramos Arizpe   | Ramos Arizpe, Parras de la Fuente, Arteaga, General Cepeda                                |      |
| XIII     | Saltillo       | Saltillo (Poniente)                                                                       |      |
| XIV      | Saltillo       | Saltillo (Noreste)                                                                        |      |
| XV       | Saltillo       | Saltillo (Centro-oriente)                                                                 |      |
| XVI      | Saltillo       | Saltillo (Sur)                                                                            |      |

### Lista nominal de electores
Coahuila cuenta con una población de 2 millones 954 915 habitantes, de los cuales 2 millones 234 151 ciudadanos están dentro del padrón electoral y de ellos, 2 millones 227 413 integran la lista nominal de electores habilitados para participar en la elección para diputados locales del 18 de octubre de 2020.

## Resultados

### Diputados
|  | 51.46 % |

|  | 20.13 % |

|  | 10.21 % |

|  | 3.67 % |

|  | 3.05 % |

|  | 2.55 % |

|  | 1.98 % |

|  | 1.85 % |

|  | 1.62 % |

|  | 1.39 % |

|  | 1.25 % |

|  | 0.86 % |

|  | 96.88 % |

|  | 2.95 % |

|  | 39.44 % |

|  | 60.56 % |

### Distrito 1. Acuña
|  | 40.05 % |

|  | 23.44 % |

|  | 20.36 % |

|  | 6.14 % |

|  | 3.32 % |

|  | 3.36 % |

|  | 0.95 % |

|  | 0.83 % |

|  | 0.69 % |

|  | 0.44 % |

|  | 0.42 % |

|  | 96.29 % |

|  | 3.67 % |

|  | 37.39 % |

|  | 62.61 % |

### Distrito 2. Piedras Negras
|  | 38.12 % |

|  | 19.34 % |

|  | 16.59 % |

|  | 10.72 % |

|  | 5.99 % |

|  | 3.22 % |

|  | 1.94 % |

|  | 1.35 % |

|  | 0.90 % |

|  | 0.80 % |

|  | 0.69 % |

|  | 0.34 % |

|  | 97.29 % |

|  | 2.67 % |

|  | 33.85 % |

|  | 66.15 % |

### Distrito 3. Sabinas
|  | 5.08 % |

|  | 53.52 % |

|  | 0.51 % |

|  | 1.18 % |

|  | 2.01 % |

|  | 1.28 % |

|  | 25.54 % |

|  | 8.21 % |

|  | 0.38 % |

|  | 0.66 % |

|  | 1.64 % |

|  | 96.66 % |

|  | 3.27 % |

|  | 42.43 % |

|  | 57.57 % |

### Distrito 4. San Pedro de las Colonias
|  | 7.07 % |

|  | 44.43 % |

|  | 4.20 % |

|  | 13.64 % |

|  | 0.94 % |

|  | 1.57 % |

|  | 24.27 % |

|  | 1.03 % |

|  | 1.29 % |

|  | 0.85 % |

|  | 0.71 % |

|  | 96.89 % |

|  | 2.67 % |

|  | 50.18 % |

|  | 49.82 % |

### Distrito 5. Monclova
|  | 10.62 % |

|  | 54.59 % |

|  | 0.95 % |

|  | 1.52 % |

|  | 1.46 % |

|  | 0.78 % |

|  | 17.12 % |

|  | 8.94 % |

|  | 0.42 % |

|  | 0.99 % |

|  | 0.48 % |

|  | 2.14 % |

|  | 97.26 % |

|  | 2.61 % |

|  | 38.85 % |

|  | 61.15 % |

### Distrito 6. Frontera
|  | 9.65 % |

|  | 52.06 % |

|  | 1.41 % |

|  | 4.61 % |

|  | 2.43 % |

|  | 0.78 % |

|  | 22.62 % |

|  | 2.43 % |

|  | 0.51 % |

|  | 3.12 % |

|  | 0.38 % |

|  | 97.02 % |

|  | 2.86 % |

|  | 35.88 % |

### Distrito 7. Matamoros
|  | 1.86 % |

|  | 53.20 % |

|  | 5.40 % |

|  | 1.54 % |

|  | 8.28 % |

|  | 0.48 % |

|  | 20.56 % |

|  | 1.75 % |

|  | 4.21 % |

|  | 1.84 % |

|  | 0.88 % |

|  | 97.36 % |

|  | 2.57 % |

|  | 58.17 % |

|  | 41.83 % |

### Distrito 8. Torreón
|  | 20.00 % |

|  | 54.34 % |

|  | 0.87 % |

|  | 1.07 % |

|  | 0.86 % |

|  | 1.51 % |

|  | 18.36 % |

|  | 0.97 % |

|  | 0.70 % |

|  | 0.86 % |

|  | 0.46 % |

|  | 97.67 % |

|  | 2.22 % |

|  | 40.09 % |

|  | 59.91 % |

### Distrito 9. Torreón
|  | 19.72 % |

|  | 50.41 % |

|  | 0.92 % |

|  | 1.51 % |

|  | 1.02 % |

|  | 0.67 % |

|  | 23.08 % |

|  | 0.86 % |

|  | 0.39 % |

|  | 0.60 % |

|  | 0.80 % |

|  | 97.17 % |

|  | 2.78 % |

|  | 46.93 % |

|  | 53.07 % |

### Distrito 10. Torreón
|  | 16.89 % |

|  | 56.59 % |

|  | 1.11 % |

|  | 1.78 % |

|  | 0.74 % |

|  | 1.64 % |

|  | 18.93 % |

|  | 0.50 % |

|  | 0.45 % |

|  | 0.81 % |

|  | 0.56 % |

|  | 97.72 % |

|  | 2.21 % |

|  | 46.02 % |

|  | 53.98 % |

### Distrito 11. Torreón
|  | 14.40 % |

|  | 54.39 % |

|  | 0.82 % |

|  | 1.56 % |

|  | 0.90 % |

|  | 1.02 % |

|  | 23.83 % |

|  | 0.90 % |

|  | 0.69 % |

|  | 0.80 % |

|  | 0.70 % |

|  | 97.27 % |

|  | 2.54 % |

|  | 39.86 % |

|  | 60.14 % |

### Distrito 12. Ramos Arizpe
|  | 8.21 % |

|  | 53.00 % |

|  | 1.62 % |

|  | 3.28 % |

|  | 1.61 % |

|  | 0.90 % |

|  | 10.96 % |

|  | 0.93 % |

|  | 0.43 % |

|  | 13.82 % |

|  | 5.24 % |

|  | 96.83 % |

|  | 3.12 % |

|  | 39.35 % |

|  | 60.65 % |

### Distrito 13. Saltillo
|  | 9.75 % |

|  | 54.84 % |

|  | 0.88 % |

|  | 2.14 % |

|  | 1.42 % |

|  | 1.23 % |

|  | 20.17 % |

|  | 0.86 % |

|  | 0.55 % |

|  | 3.83 % |

|  | 4.34 % |

|  | 96.48 % |

|  | 3.40 % |

|  | 35.28 % |

|  | 64.72 % |

### Distrito 14. Saltillo
|  | 17.15 % |

|  | 49.81 % |

|  | 0.82 % |

|  | 1.87 % |

|  | 1.20 % |

|  | 5.80 % |

|  | 17.38 % |

|  | 0.86 % |

|  | 0.28 % |

|  | 2.42 % |

|  | 2.41 % |

|  | 95.91 % |

|  | 3.03 % |

|  | 35.94 % |

|  | 64.06 % |

### Distrito 15. Saltillo
|  | 9.35 % |

|  | 56.56 % |

|  | 1.19 % |

|  | 1.99 % |

|  | 2.29 % |

|  | 1.56 % |

|  | 19.42 % |

|  | 0.60 % |

|  | 0.49 % |

|  | 4.22 % |

|  | 2.33 % |

|  | 96.15 % |

|  | 3.73 % |

|  | 38.20 % |

|  | 61.80 % |

### Distrito 16. Saltillo
|  | 7.95 % |

|  | 56.55 % |

|  | 1.11 % |

|  | 1.82 % |

|  | 1.22 % |

|  | 0.98 % |

|  | 18.67 % |

|  | 0.70 % |

|  | 0.46 % |

|  | 3.28 % |

|  | 7.25 % |

|  | 96.03 % |

|  | 3.88 % |

|  | 39.94 % |

|  | 60.06 % |

## Candidatos por representación proporcional
Las posiciones 1 y 2 del Partido Acción Nacional se definieron mediante votación interna del PAN Coahuila, mientras los lugares correspondientes del 3 al 9 son para los seis candidatos que obtengan el mayor porcentaje de votos en la elección general del 18 de octubre de 2020 sin haber conseguido el triunfo en su distrito.
| Pos.             |                                |                            |                                 |                                  |                                  |                         |                                 |                        |                                | Unidos                         | PEZ                                   |
| ---------------- | ------------------------------ | -------------------------- | ------------------------------- | -------------------------------- | -------------------------------- | ----------------------- | ------------------------------- | ---------------------- | ------------------------------ | ------------------------------ | ------------------------------------- |
| 1                | Mayra Lucila Valdez González   | Guadalupe Oyervides Valdez | Mary Thelma Guajardo Villarreal | Wendoline Penélope Olvera García | Claudia Elvira Rodríguez Márquez | Andrea Salmón Torres    | Lizbeth Ogazón Nava             | Tania Flores Guerra    | María Nelly Zavala Cervantes   | Ana María Rodarte              | Ana Perla Alvarado Luna               |
| 2                | Rodolfo Gerardo Walss Aurioles | Eduardo Olmos Castro       | Jesús Contreras Pacheco         | Ricardo Torres Mendoza           | José Refugio Sandoval            | Raúl Sifuentes Guerrero | Francisco Javier Cortés Gómez   | Brígido Ramírez Moreno | Abundio Ramírez Vázquez        | Indalecio Rodríguez López      | José Luis López Cepeda                |
| 3                | Luz Natalia Virgil Orona       | Mayela Hernández           | —                               | —                                | —                                | —                       | Teresa de Jesús Meraz García    | —                      | Juan Alba Martínez             | Laura Silvia Hoyos Deble       | Epifanía Herrera Esparza              |
| 4                | Armando González Murillo       | Marco Cantú Vega           | —                               | —                                | —                                | —                       | Carlos César Martínez Escalante | —                      | José Alberto Martínez Martínez | Joaquín Humberto González Loza | Obed Ávila Lupercio                   |
| 5                | —                              | —                          | —                               | —                                | —                                | —                       | Ruth Flores Morín               | —                      | María Guadalupe Herrera Dávila | Lourdes Elvira Álvarez Suárez  | Alma Delia Sandoval González          |
| 6                | —                              | —                          | —                               | —                                | —                                | —                       | Juan Casas Hernández            | —                      | Israel Olivos Márquez Esquivel | —                              | José Guadalupe Chávez Veronico        |
| 7                | —                              | —                          | —                               | —                                | —                                | —                       | —                               | —                      | Soraya Arzola Narváez          | —                              | Juanita Guadalupe de la Rosa Menchaca |
| 8                | —                              | —                          | —                               | —                                | —                                | —                       | —                               | —                      | Cuauhtémoc Bautista Palafox    | —                              | Juan Barvarito Puente Tapia           |
| 9                | —                              | —                          | —                               | —                                | —                                | —                       | —                               | —                      | Bertha Leticia López Amaya     | —                              | —                                     |
| Candidato electo |                                |                            |                                 |                                  |                                  |                         |                                 |                        |                                |                                |                                       |

## Encuestas

### Por partido político
| Encuestadora        | Fecha                   |        |        |       | Unidos |        |       |       | Otro   | Ninguno/No sabe |
| ------------------- | ----------------------- | ------ | ------ | ----- | ------ | ------ | ----- | ----- | ------ | --------------- |
| Encuestadora        | Fecha                   |        |        |       |        |        |       |       | Otro   | Ninguno/No sabe |
| Massive Caller      | Febrero de 2020         | 12.88% | 22.64% | —     | 3.75%  | 24.66% | —     | —     | 5.5%   | 30.5%           |
| A tiempo TV         | 10 de agosto de 2020    | 24.6%  | 30.79% | 4.78% | 1.08%  | 28.74% | —     | —     | 9.3%   | —               |
| Massive Caller      | 6 de septiembre de 2020 | 14.96% | 25.84% | —     | —      | 24.11% | —     | —     | 11.28% | 23.56%          |
| Berumen y Asociados | 12 de octubre de 2020   | 10.44% | 31.98% | 2.93% | 1.44%  | 11.54% | 2.86% | 2.86% | 6.63%  | 29.33%          |

### Por candidato

#### Distrito I. Acuña
| Encuestadora        | Publicación      | Levantamiento                  | Muestra         | Ma. Eugenia Calderón Amezcua | Laila Yamile Mtanous Castaño | Anastacio Marquez Barrios | Juanita Anel Peña Esquivel | Pablo Ortega Alvarado | Unidos Clemente Mancillas Davila | José Alvarado Becerra | Gabriela Santos Cayetano | Patricia Rumiano Montoya | Partido Emiliano Zapata Luis Manzano Lomas | Patricia Adame Coronado | No Sabe/ No Contesta |
| ------------------- | ---------------- | ------------------------------ | --------------- | ---------------------------- | ---------------------------- | ------------------------- | -------------------------- | --------------------- | -------------------------------- | --------------------- | ------------------------ | ------------------------ | ------------------------------------------ | ----------------------- | -------------------- |
| Massive Caller      | Febrero del 2020 | 22/febrero/2020                | 600 encuestados | 21.6%                        | 25.1%                        | —                         | 5.3%                       | —                     | 11.0%                            | —                     | —                        | —                        | —                                          | —                       | 37.0%                |
| Berumen y Asociados | Octubre del 2020 | 29/septiembre - 4/octubre/2020 | 300 encuestados | 16.0%                        | 14.7%                        | 11.3%                     | 5.0%                       | 4.7%                  | 4.0%                             | 1.7%                  | 1.7%                     | 1.3%                     | 1.0%                                       | 0.3%                    | 38.2%                |

#### Distrito II. Piedras Negras
| Encuestadora        | Publicación      | Levantamiento                  | Muestra         | Ma. Esperanza Chapa García | Masías Menera Sierra | Marisol Guajardo Martinez | Anel Perez de Hoyos | Ana Cristina de los Santos | Raul Tamez Robledo | (Partido Unidos) Lizet Gonzalez García | Beatriz García Moya | Adolfo Enciso Medrano | (Partido Emiliano Zapata) Juan Ambriz Alfaro | Inés Mancillas Perez | Dora Valenzuela Molina | No Sabe/ No Contesta |
| ------------------- | ---------------- | ------------------------------ | --------------- | -------------------------- | -------------------- | ------------------------- | ------------------- | -------------------------- | ------------------ | -------------------------------------- | ------------------- | --------------------- | -------------------------------------------- | -------------------- | ---------------------- | -------------------- |
| Berumen y Asociados | Octubre del 2020 | 29/septiembre - 4/octubre/2020 | 300 encuestados | 28.0%                      | 16.0%                | 4.3%                      | 5.0%                | 4.7%                       | 2.0%               | 1.7%                                   | 1.3%                | 1.3%                  | 1.3%                                         | 1.0%                 | 0.7%                   | 29.3%                |

#### Distrito III. Sabinas
| Encuestadora        | Publicación      | Levantamiento                  | Muestra         | Jesus María Montemayor | Raul Sosa Vega | Yolanda Elizondo Maltos | Jose Alfredo Galindo Galindo | Laura del Bosque Larios | (Unidos) Juana Velez Santana | Benito Ramirez Rosas | Griselda Villarreal Willars | Ana Hernandez Cardenas | (Partido Emiliano Zapata) Barvarito Puente Tapia | No Sabe/ No Contesta |
| ------------------- | ---------------- | ------------------------------ | --------------- | ---------------------- | -------------- | ----------------------- | ---------------------------- | ----------------------- | ---------------------------- | -------------------- | --------------------------- | ---------------------- | ------------------------------------------------ | -------------------- |
| Berumen y Asociados | Octubre del 2020 | 29/septiembre - 4/octubre/2020 | 300 encuestados | 30.7%                  | 13.7%          | 9.0%                    | 9.3%                         | 1.3%                    | 1.0%                         | 3.3%                 | 2.3%                        | 1.7%                   | 2.0%                                             | 25.0%                |

#### Distrito IV. San Pedro de las Colonias
| Encuestadora        | Publicación      | Levantamiento                  | Muestra         | Jorge Abdala Serna | Armando Guerrero Viesca | Antonio Cantu Vasquez | Oscar Flores Coronado | Valeria Mata Mejía | Ana Chong Wong | Alberto Luna Duran | Fernando Jimenez Garza | Cuauhtémoc Bautista Palafox | (Partido Emiliano Zapata) Juana Ortiz Arzave | (Unidos) Francisco Ledesma Ramirez | No Sabe/ No Contesta |
| ------------------- | ---------------- | ------------------------------ | --------------- | ------------------ | ----------------------- | --------------------- | --------------------- | ------------------ | -------------- | ------------------ | ---------------------- | --------------------------- | -------------------------------------------- | ---------------------------------- | -------------------- |
| Berumen y Asociados | Octubre del 2020 | 29/septiembre - 4/octubre/2020 | 300 encuestados | 26.0%              | 14.7%                   | 11.0%                 | 6.7%                  | 4.7%               | 4.0%           | 2.0%               | 1.7%                   | 1.7%                        | 1.7%                                         | 1.3%                               | 23.2%                |

#### Distrito V. Monclova
| Encuestadora        | Publicación      | Levantamiento                  | Muestra         | Ma. Guadalupe Oyervides Valdez | Antonio Ballesteros Verduzco | Rolando Valle Farías | Cesar Menchaca Luna | Merced Hernandez Romero | Edgar Martinez Castillo | Héctor Manuel Garza | Andrea Rodríguez Hernandez | Thalia Treviño Gutiérrez | (Partido Unidos) Miriam Romo Cedillo | Héctor Valdez Espinoza | No Sabe/ No Contesta |
| ------------------- | ---------------- | ------------------------------ | --------------- | ------------------------------ | ---------------------------- | -------------------- | ------------------- | ----------------------- | ----------------------- | ------------------- | -------------------------- | ------------------------ | ------------------------------------ | ---------------------- | -------------------- |
| Berumen y Asociados | Octubre del 2020 | 29/septiembre - 4/octubre/2020 | 300 encuestados | 37.3%                          | 15.7%                        | 13.3%                | 7.7%                | 2.0%                    | 1.3%                    | 1.3%                | 1.0%                       | 0.7%                     | 0.7%                                 | 0.3%                   | 19.0%                |

#### Distrito VI. Frontera
| Encuestadora        | Publicación      | Levantamiento                  | Muestra         | Ricardo López Campos | Cristina de la Rosa Ortega | Jose Luis Castro Garza | Ricardo Valdez Martinez | Alan Ramos Viruete | Irasema González Treviño | Olga Isela Amaya | Unidos Jose Galván Martinez | Soraya Arzola Narvaez | Dora Duran Gómez | Partido Emiliano Zapata Juanita de la Rosa Menchaca | No Sabe/ No Contesta |
| ------------------- | ---------------- | ------------------------------ | --------------- | -------------------- | -------------------------- | ---------------------- | ----------------------- | ------------------ | ------------------------ | ---------------- | --------------------------- | --------------------- | ---------------- | --------------------------------------------------- | -------------------- |
| Berumen y Asociados | Octubre del 2020 | 29/septiembre - 4/octubre/2020 | 300 encuestados | 26.7%                | 14.7%                      | 10.0%                  | 6.0%                    | 5.0%               | 4.0%                     | 3.7%             | 2.7%                        | 1.0%                  | 0.3%             | 0.3                                                 | 25.2%                |

#### Distrito VII. Matamoros
| Encuestadora        | Publicación      | Levantamiento                  | Muestra         | Raul Onofre | Susana Aguiñaga Jasso | Rosa Icela Piña Ávila | Jesús Contreras Pacheco | Andrea Chávez Ortiz | (Partido Unidos) Jesus Diaz de Leon | Armando del Río Escareño | Lizet Inungaray González | (Partido Emiliano Zapata) Obed Ávila Lupercio | Abundio Ramírez Vázquez | Paola Tagle López | No Sabe/ No Contesta |
| ------------------- | ---------------- | ------------------------------ | --------------- | ----------- | --------------------- | --------------------- | ----------------------- | ------------------- | ----------------------------------- | ------------------------ | ------------------------ | --------------------------------------------- | ----------------------- | ----------------- | -------------------- |
| Berumen y Asociados | Octubre del 2020 | 29/septiembre - 4/octubre/2020 | 300 encuestados | 24.3%       | 18.0%                 | 9.3%                  | 8.7%                    | 4.3%                | 3.3%                                | 3.0%                     | 2.3%                     | 2.3%                                          | 1.7%                    | 1.3%              | 21.2%                |

#### Distrito VIII. Torreón
| Encuestadora        | Publicación      | Levantamiento                  | Muestra         | Olivia Martinez Leyva | Gerardo Aguado Gómez | Monica Montero Cuellar | Edmundo Ramos Davila | Karla Marentis Ávila | (Partido Emiliano Zapata) Cruz Guajardo Olvera | Andrea Salmon Torres | Unidos Sebastian Armijo Gomez | Claudia Rodríguez Marquez | Ernesto Valenciana Martinez | Israel Marquez Esquivel | No Sabe/ No Contesta |
| ------------------- | ---------------- | ------------------------------ | --------------- | --------------------- | -------------------- | ---------------------- | -------------------- | -------------------- | ---------------------------------------------- | -------------------- | ----------------------------- | ------------------------- | --------------------------- | ----------------------- | -------------------- |
| Berumen y Asociados | Octubre del 2020 | 29/septiembre - 4/octubre/2020 | 300 encuestados | 27.3%                 | 16.7%                | 14.0%                  | 3.3%                 | 2.3%                 | 1.3%                                           | 1.0%                 | 1.0%                          | 0.3%                      | 0.3%                        | 0.3%                    | 32.0%                |

#### Distrito IX. Torreón
| Encuestadora        | Publicación      | Levantamiento                  | Muestra         | Eduardo Olmos | Fernando Izaguirre Valdés | Christian López Chávez | Jaime Gutiérrez de Simone | Victor Santibañez Noe | Alejandro Venegas Habib | (Partido Emiliano Zapata) Alma Sandoval Rosales | Marien Barrientos Gonzalez | Estrella Salas García | Unidos Lourdes Álvarez Suárez | Violeta de la Fuente Hernandez | No Sabe/ No Contesta |
| ------------------- | ---------------- | ------------------------------ | --------------- | ------------- | ------------------------- | ---------------------- | ------------------------- | --------------------- | ----------------------- | ----------------------------------------------- | -------------------------- | --------------------- | ----------------------------- | ------------------------------ | -------------------- |
| Berumen y Asociados | Octubre del 2020 | 29/septiembre - 4/octubre/2020 | 300 encuestados | 37.3%         | 15.0%                     | 14.0%                  | 2.7%                      | 2.3%                  | 2.0%                    | 1.0%                                            | 0.7%                       | 0.3%                  | 0.3%                          | 0.3%                           | 23.6%                |

#### Distrito XI. Torreón
| Encuestadora        | Publicación      | Levantamiento                  | Muestra         | Shamir Fernandez Hernandez | Beatriz Granillo Vazquez | Angela Campos García | Partido Emiliano Zapata Daniel López Barrera | Angel Gutierrez Izquierdo | Blanca Álvarez Garza | Felipe Maycotte Reyes | Bertha López Amaya | Cesar Urueta Taboada | Ángeles Zorrilla Zorrilla | Unidos Judith Crispin Rivera | No Sabe/ No Contesta |
| ------------------- | ---------------- | ------------------------------ | --------------- | -------------------------- | ------------------------ | -------------------- | -------------------------------------------- | ------------------------- | -------------------- | --------------------- | ------------------ | -------------------- | ------------------------- | ---------------------------- | -------------------- |
| Berumen y Asociados | Octubre del 2020 | 29/septiembre - 4/octubre/2020 | 300 encuestados | 47.3%                      | 15.3%                    | 8.3%                 | 2.0%                                         | 1.7%                      | 1.3%                 | 1.3%                  | 1.3%               | 1.0%                 | 0.7%                      | 0.7%                         | 19.4%                |
| Consulta Mitofsky   | Octubre del 2020 | 18 de octubre de 2020          | 100 encuestados | 42.1%                      | 24.9%                    | 20.8%                |                                              |                           |                      |                       |                    |                      |                           | 12.2%                        |                      |

| Encuestadora        | Publicación      | Levantamiento                  | Muestra         | Héctor Hugo Dávila Prado | María Eugenia Cazares Martinez | Ignacio Corona | Karen Muñoz Martinez | Gabriela Montes Pacheco | Lily Leal Romo | Elsa Monroy Enríquez | Dolores Bustamante Arredondo | Unidos Cruz Martinez Bustos | Becerra | Partido Emiliano Zapata | No Sabe/ No Contesta |
| ------------------- | ---------------- | ------------------------------ | --------------- | ------------------------ | ------------------------------ | -------------- | -------------------- | ----------------------- | -------------- | -------------------- | ---------------------------- | --------------------------- | ------- | ----------------------- | -------------------- |
| Berumen y Asociados | Octubre del 2020 | 29/septiembre - 4/octubre/2020 | 300 encuestados | 30.3%                    | 16.7%                          | 16.3%          | 3.3%                 | 2.3%                    | 1.7%           | 1.3%                 | 1.3%                         | 1.0%                        | 0.7%    | 0.3%                    | 24.7%                |
| Consulta Mitofsky   | Octubre del 2020 | 18 de octubre de 2020          | 100 encuestados | 46.9%                    | 18.2%                          | 25.4%          |                      |                         |                |                      |                              |                             |         |                         | 9.5%                 |

#### Distrito XII. Ramos Arizpe
| Encuestadora        | Publicación      | Levantamiento                  | Muestra         | Edna Davalos Elizondo | Mayra Verastegui Gil | Claudia Leza Ortega | Monserrat Estévez Ávila | Carlos Padilla Ramos | (Partido Unidos) Diego Alvidrez Bello | Juanita Gomez Mares | Juan Ordaz Mendez | (Partido Emiliano Zapata) Epifania Herrera Esparza | Diego Aguilar Rodríguez | No Sabe/ No Contesta |
| ------------------- | ---------------- | ------------------------------ | --------------- | --------------------- | -------------------- | ------------------- | ----------------------- | -------------------- | ------------------------------------- | ------------------- | ----------------- | -------------------------------------------------- | ----------------------- | -------------------- |
| Berumen y Asociados | Octubre del 2020 | 29/septiembre - 4/octubre/2020 | 300 encuestados | 42.7%                 | 10.0%                | 4.0%                | 3.3%                    | 3.3%                 | 3.0%                                  | 2.7%                | 1.3%              | 1.3%                                               | 0.3%                    | 28.0%                |
| Consulta Mitofsky   | Octubre del 2020 | 18 de octubre de 2020          | 100 encuestados | 50.1%                 | 15.0%                |                     |                         | 15.0%                |                                       |                     |                   |                                                    |                         | 19.9%                |

#### Distrito XIII. Saltillo
| Encuestadora        | Publicación      | Levantamiento                  | Muestra         | Luz Elena Morales | Carlos Ramos Gutiérrez | David Esqueda Vazquez | Cesar Orta Zúñiga | Fernando Villarreal Aguilar | Angel Jasso Pineda | (Partido Unidos) Joaquín González Loza | Ergio Villacobos Arreola | Aída Garcia Badillo |      | (Partido Emiliano Zapata) José Guadalupe Chávez | No Sabe/ No Contesta |
| ------------------- | ---------------- | ------------------------------ | --------------- | ----------------- | ---------------------- | --------------------- | ----------------- | --------------------------- | ------------------ | -------------------------------------- | ------------------------ | ------------------- | ---- | ----------------------------------------------- | -------------------- |
| Berumen y Asociados | Octubre del 2020 | 29/septiembre - 4/octubre/2020 | 300 encuestados | 40.7%             | 7.3%                   | 6.7%                  | 2.0%              | 1.7%                        | 1.3%               | 1.3%                                   | 0.7%                     | 0.3%                | 0.3% | 0.3%                                            | 37.2%                |
| Consulta Mitofsky   | Octubre del 2020 | 18 de octubre de 2020          | 100 encuestados | 56.1%             | 13.9%                  | 17.9%                 |                   |                             |                    |                                        |                          |                     |      |                                                 | 15.0%                |

#### Distrito XIV. Saltillo
| Encuestadora        | Publicación      | Levantamiento                  | Muestra         | Barbara Cepeda Boehringer | Amal Esper Serur | Elisa Balderas Casas | Patricia Nieto Ruiz | Noé Ruiz Malacara | Diana Mendoza Tamez | Alfonso Danao de la Peña | No Sabe/ No Contesta |
| ------------------- | ---------------- | ------------------------------ | --------------- | ------------------------- | ---------------- | -------------------- | ------------------- | ----------------- | ------------------- | ------------------------ | -------------------- |
| Berumen y Asociados | Octubre del 2020 | 29/septiembre - 4/octubre/2020 | 300 encuestados | 26.0%                     | 16.7%            | 5.0%                 | 4.7%                | 3.0%              | 1.3%                | 0.7%                     | 42.7%                |
| Consulta Mitofsky   | Octubre del 2020 | 18 de octubre de 2020          | 100 encuestados | 39.2%                     | 21.0%            |                      | 21.0%               |                   |                     |                          | 18.8%                |

#### Distrito XV. Saltillo
| Encuestadora        | Publicación      | Levantamiento                  | Muestra         | Martha Loera Arambula | Nancy Nuñez Alonso | Gerardo Hurtado Mezquitic | Erika Laureano Jaramillo | Denver Abib Castillo Briones | Juan Constante Revilla | Ana Tamez | Cristóbal Cervantes | No Sabe/ No Contesta |
| ------------------- | ---------------- | ------------------------------ | --------------- | --------------------- | ------------------ | ------------------------- | ------------------------ | ---------------------------- | ---------------------- | --------- | ------------------- | -------------------- |
| Berumen y Asociados | Octubre del 2020 | 29/septiembre - 4/octubre/2020 | 300 encuestados | 27.0%                 | 11.0%              | 7.3%                      | 3.0%                     | 2.3%                         | 1.7%                   | 1.0%      | 0.3%                | 46.4%                |
| Consulta Mitofsky   | Octubre del 2020 | 18 de octubre de 2020          | 100 encuestados | 46.1%                 | 17.6%              | 24.0%                     |                          |                              |                        |           |                     | 12.3%                |

#### Distrito XVI. Saltillo
| Encuestadora        | Publicación      | Levantamiento                  | Muestra         | Álvaro Moreira Valdés | Sergio Hernandez Sainz | Diana Hernandez Aguilar | Carmen Barrientos Hernandez | (Partido Emiliano Zapata) Jose Luis López Cepeda | Rosario Alvarado Estrada | Charlotte Gonzalez Muller | (Partido Unidos) Catalina Maliachi Valdez | Cruz Carvajal Narvaez | Jomaerly Tobias Ortiz | No Sabe/ No Contesta |
| ------------------- | ---------------- | ------------------------------ | --------------- | --------------------- | ---------------------- | ----------------------- | --------------------------- | ------------------------------------------------ | ------------------------ | ------------------------- | ----------------------------------------- | --------------------- | --------------------- | -------------------- |
| Berumen y Asociados | Octubre del 2020 | 29/septiembre - 4/octubre/2020 | 300 encuestados | 44.0%                 | 7.7%                   | 7.3%                    | 1.3%                        | 1.3%                                             | 1.0%                     | 1.0%                      | 1.0%                                      | 0.3%                  | 0.3%                  | 34.2%                |
| Consulta Mitofsky   | Octubre del 2020 | 18 de octubre de 2020          | 100 encuestados | 45.1%                 | 21.0%                  | 21.0%                   |                             |                                                  |                          |                           |                                           |                       |                       | 12.9%                |